# Liste des chefs d'État du Laos
La liste des chefs d'État du Laos comprend les titulaires de la fonction de roi ou de président du Laos. 

## Royaume du Laos (1946-1975)
La liste suivante présente les titulaires de la fonction de chef d'État du royaume du Laos, créé en 1946. 
- 28 avril 1904 - 29 octobre 1959 : Sisavang Vong (premier roi du Laos)
- 29 octobre 1959 - 2 décembre 1975 : Savang Vatthana (dernier roi du Laos)

## République démocratique populaire lao (depuis 1975)
La liste suivante présente les titulaires de la fonction de président de la République démocratique populaire lao, forme d'État en place depuis 1975. 
| N° | Portrait            | Titulaire (Naissance-mort)       | Élection  | Mandat           | Mandat           | Mandat                      | Parti politique | Parti politique |
| N° | Portrait            | Titulaire (Naissance-mort)       | Élection  | Début            | Fin              | Durée                       | Parti politique | Parti politique |
| -- | ------------------- | -------------------------------- | --------- | ---------------- | ---------------- | --------------------------- | --------------- | --------------- |
| 1  | Souphanouvong       | Souphanouvong (1909-1995)        | —         | 2 décembre 1975  | 29 octobre 1986  | 10 ans, 10 mois et 27 jours |                 | PPRL            |
| —  | Phoumi Vongvichit   | Phoumi Vongvichit (1909-1994)    | intérim   | 29 octobre 1986  | 15 août 1991     | 4 ans, 9 mois et 17 jours   |                 | PPRL            |
| 2  | Kaysone Phomvihane  | Kaysone Phomvihane (1920-1992)   | 1991      | 15 août 1991     | 21 novembre 1992 | 1 an, 3 mois et 6 jours     |                 | PPRL            |
| 3  | Nouhak Phoumsavanh  | Nouhak Phoumsavanh (1910-2008)   | 1992      | 25 novembre 1992 | 24 février 1998  | 5 ans, 2 mois et 30 jours   |                 | PPRL            |
| 4  | Khamtay Siphandone  | Khamtay Siphandone (1924-2025)   | 1998 2003 | 24 février 1998  | 8 juin 2006      | 8 ans, 3 mois et 15 jours   |                 | PPRL            |
| 5  | Choummaly Sayasone  | Choummaly Sayasone (né en 1936)  | 2006 2011 | 8 juin 2006      | 20 avril 2016    | 9 ans, 10 mois et 12 jours  |                 | PPRL            |
| 6  | Boungnang Vorachit  | Boungnang Vorachit (né en 1937)  | 2016      | 20 avril 2016    | 22 mars 2021     | 4 ans, 11 mois et 2 jours   |                 | PPRL            |
| 7  | Thongloun Sisoulith | Thongloun Sisoulith (né en 1945) | 2021      | 22 mars 2021     | en cours         | 4 ans, 3 mois et 26 jours   |                 | PPRL            |